# Musée archéologique de la bataille de Gergovie
Le Musée archéologique de la bataille de Gergovie est un musée d'histoire et d'archéologie sur les thèmes du siège de Gergovie, qui opposa le chef arverne Vercingétorix au général romain Jules César en 52 avant J.-C., et de l'histoire du plateau de Gergovie sur lequel il se situe. Ouvert en octobre 2019 après quatre ans de travaux, il fait suite à l'ancienne Maison de Gergovie créée en 1992.
L'architecture de ce bâtiment de 1 200 m2 rappelle, selon son architecte Jean-Paul Reuillard, le rempart de Gergovie par l'utilisation de la pierre sèche ainsi que le travail des métallurgistes gaulois avec les éminences bardées d'acier Corten.

## Situation

### Localisation
Le Musée de Gergovie est construit sur le plateau de Gergovie, sur le territoire actuel de la commune de La Roche-Blanche, près de Clermont-Ferrand. Il se situe sur le site archéologique du siège de Gergovie, à l'extrémité orientale du plateau de Gergovie, sur un emplacement surplombant la plaine de plus de 350 mètres. Il s'intègre dans cet espace naturel de plus de 70 hectares, offrant une vue à 360° sur la Chaîne des Puys, le Massif du Sancy, les plateaux du Cézallier et la faille de Limagne.

### Accès
Le musée se trouve à 15 kilomètres au sud de Clermont-Ferrand. Son accès routier n'est permis que par une seule route : la départementale 800.  
À l'époque antique, les pèlerins en provenance de Augustonemetum marchaient environ deux heures pour arriver jusqu'à un sanctuaire romain installé dans la partie est du plateau.

## Histoire
Le 13 septembre 2019, le Musée archéologique de la bataille de Gergovie est inauguré en présence notamment de Anne-Gaëlle Boudoin-Clerc, préfète du Puy-de-Dôme, Olivier Bianchi, maire de Clermont-Ferrand, Pascal Pigot, président de Mond'Arverne Communauté et de Daniel Guérin, directeur général délégué de l'Inrap. Le projet est porté par Mond'Arverne Communauté, avec le soutien financier de la région Auvergne-Rhône-Alpes, de l'Europe, du département du Puy-de-Dôme et de l'État.

## Exposition permanente et expositions temporaires
Le parcours de visite du musée est centré sur la bataille de Gergovie, la recherche archéologique, l'histoire du peuple des Arvernes, ainsi que la formation géologique du plateau. 
Ce parcours installé sur une surface de 600 m2 propose une exposition d'environ 250 objets et vestiges, des maquettes et des animations multimédia. 

Des ateliers pédagogiques et des visites guidées ponctuelles sont également proposés.

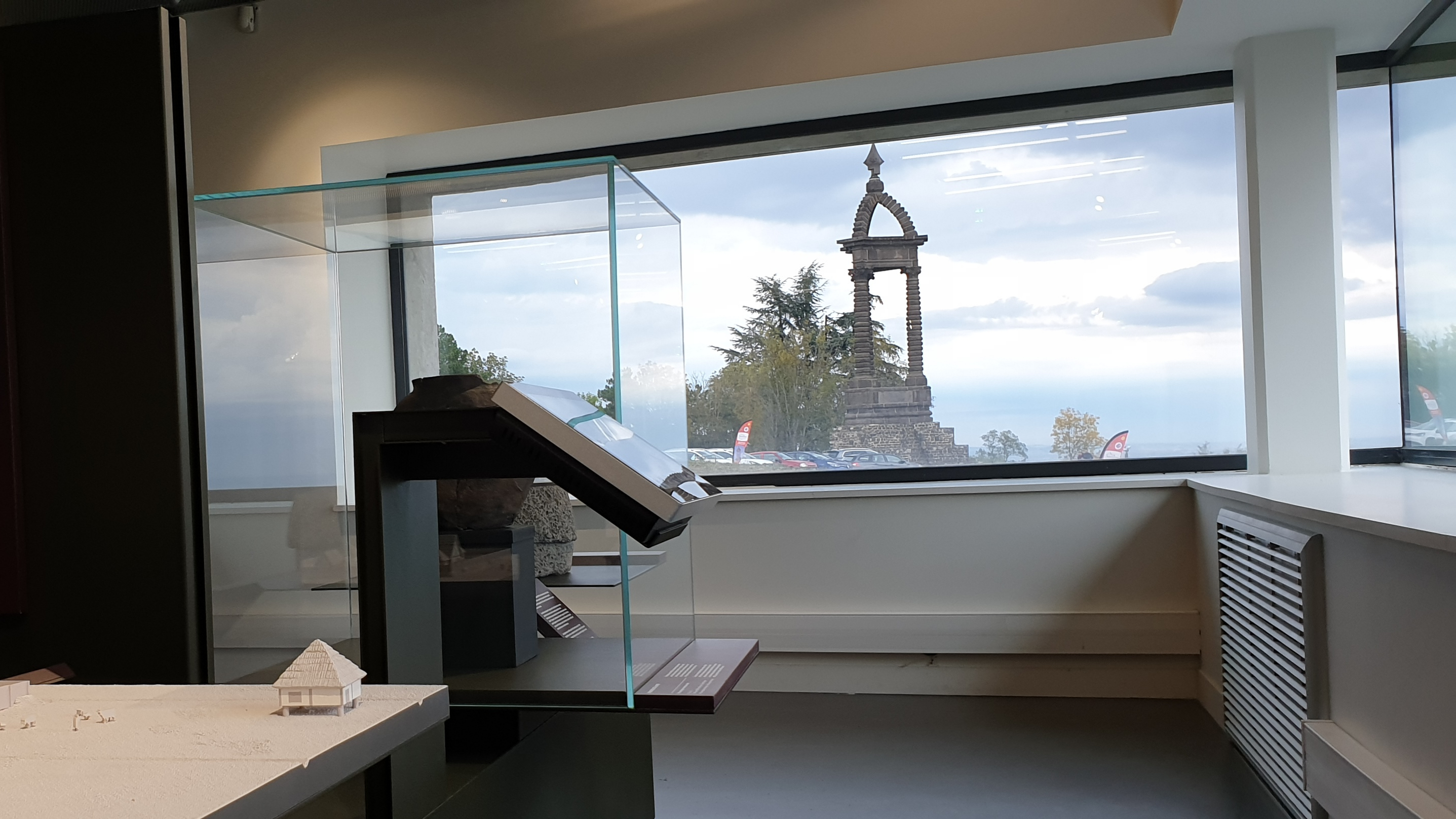
Vue intérieure du musée
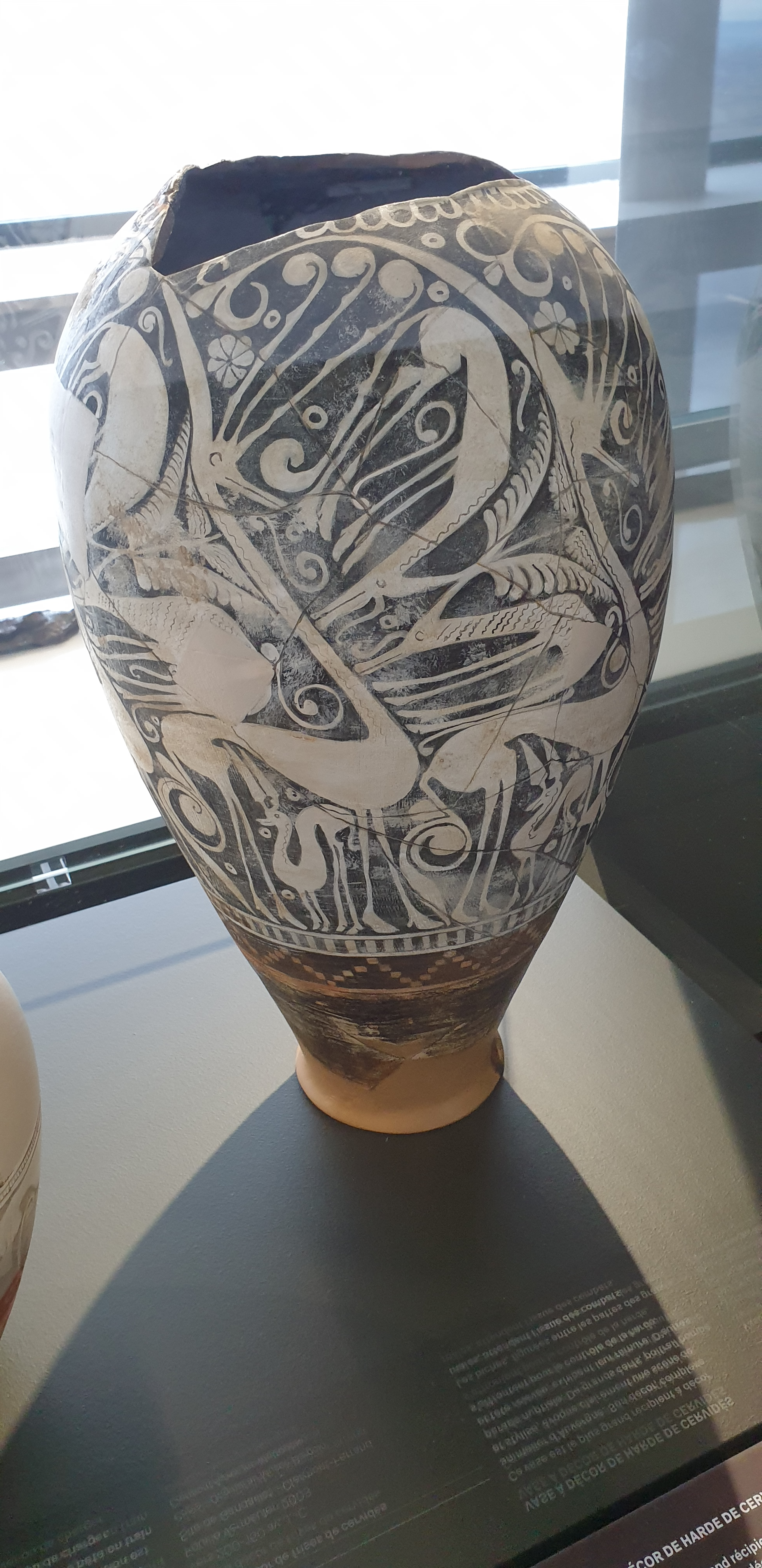
Vase de Gandaillat - artisanat arverne IIe siècle av. J.-C.

### Expositions temporaires
Le Musée de Gergovie propose annuellement des expositions temporaires sur des sujets touchant à l'histoire ou à l'archéologie de Gergovie. Ce sont les équipes du musée qui conçoivent intégralement ces expositions.
- 2021/2022 : Vercingétorix, un héros, cent visages ?

L'exposition, qui a débuté le 19 juin 2021, permettait de s'interroger sur les représentations du héros gaulois, Vercingétorix. Des sources écrites antiques aux interprétations historiques des XIXe et XXe siècles, elle mettait en scène descriptions, gravures, peintures, sculptures et dessins retraçant l’évolution de l’image du chef gaulois, de 52 avant J.-C. à nos jours.
Initialement prévue jusqu'au 2 janvier 2022, elle a été prolongée jusqu'au 8 mai 2022. Elle a également été présentée au Musée Jean-Jaurès, à Castres.
- 2022/2023 : César à Gergovie

Conçue en partenariat avec le Musée d’Archéologie Nationale de Saint-Germain en Laye, l’Inrap et la Maison des Sciences de l’Homme de Clermont-Ferrand, l’exposition faisait le point sur les travaux archéologiques qui ont permis de retrouver et d’authentifier les vestiges du siège de Gergovie mené par les Romains.
Elle a été présentée au Musée de Gergovie, du 18 juin 2022 au 17 septembre 2023.
- 2023/2024 : Les Gergoviotes, des étudiants en résistance. 1940 - 1951.[10]

Conçue avec la Maison des Sciences de l’Homme de Clermont-Ferrand (Université Clermont Auvergne/CNRS), elle est présentée du 21 octobre 2023 au 5 janvier 2025. 
Pendant la Seconde Guerre Mondiale, un groupe d’étudiants de l’Université de Strasbourg repliée à Clermont- Ferrand se retrouve régulièrement sur le plateau. Ils se baptisent eux-mêmes les « Gergoviotes ». Sous couvert de fouilles archéologiques, la plupart d’entre eux s’engagent dans les premiers mouvements de Résistance.

## Valorisation du site historique
Le musée s'inscrit dans un programme plus large de valorisation du site de Gergovie (étendu sur 70 ha) et de ses alentours. 
Le département du Puy-de-Dôme, à la demande de l'État, coordonne ces actions de mise en valeur du plateau de Gergovie et des autres sites arvernes (Corent, Gondole, camps de César). À Gergovie, un parcours d'interprétation et différents circuits thématiques rendent « lisible » un patrimoine dont les vestiges ne sont que très peu visibles (remparts, sanctuaire, places et voies pavées)...), autour de plusieurs sujets présentant Gergovie dans son environnement à plusieurs périodes de l’histoire, du temps géologique au temps médiéval, en passant bien sûr par le temps des oppida.
Le projet de valorisation est couplé avec des programmes de recherches archéologiques sur le plateau depuis 2015, en partenariat avec l'Université Clermont Auvergne, la Maison des Sciences de l'Homme de Clermont-Ferrand (MSH) et ponctuellement avec l'Inrap. 
Bien d'autres fouilles archéologiques ont été menées depuis le XIXe siècle sur le site et sur les camps de César, de la demande de Napoléon III à aujourd'hui. Les dernières fouilles ont eu lieu en juillet 2023 sous la tutelle de l'État - DRAC Auvergne-Rhône-Alpes.